# Purga Bednjanska
Purga Bednjanska falu Horvátországban Varasd megyében. Közigazgatásilag Bednjához tartozik.

## Fekvése
Varasdtól 31 km-re délnyugatra, községközpontjától 2 km-re északnyugatra  fekszik. 

## Története
A trakostyáni uradalom részeként 1456-ig a család kihalásáig, a Cilleiek birtoka. Ezután Vitovec János horvát báné, majd Corvin Jánosé lett, aki Gyulay Jánosnak adta. A Gyulayak három nemzedéken át birtokolták, de 1566-ban kihaltak és a birtok a császárra szállt. I. Miksa császár szolgálataiért 1569-ben Draskovich György horvát bánnak adta és a 20. századig család birtoka.
A falunak 1857-ben 142, 1910-ben 237 lakosa volt. A trianoni békeszerződésig Varasd vármegye Ivaneci járáshoz tartozott. 2001-ben a falunak 46 háztartása és 108 lakosa volt. 

## Nevezetességei
A barokk Szent György-kápolnát 1749-ben Karlo Lorer lepoglavai pálos rendfőnök építtette. Belső festését Ivan Ranger a pálosok híres festője készítette 1750-ben. A freskók témái: a Szentháromság az angyalokkal, Szent György legyőzi a sárkányt, Szent György apoteózisa, jelenetek a szent életéből stb. A három oltár, a szószék, az egyházatyák képeivel és virágmintákkal díszített szekrény szintén 18. századi munka. A harang J. G. Angerer harangöntő műhelyében készült 1737-ben.